# Даянн Еверс
Даянн Еверс (англ. Dianne Evers; нар. 9 листопада 1956) — колишня австралійська тенісистка.
Здобула 3 парні титули.
Найвищим досягненням на турнірах Великого шолома були півфінали в одиночному та змішаному парному розрядах.

## Фінали турнірів Великого шолома

### Парний розряд: 4 (1 перемога)
| Результат | Рік  | Турнір                                 | Покриття | Партнерка    | Суперниці                     | Рахунок       |
| --------- | ---- | -------------------------------------- | -------- | ------------ | ----------------------------- | ------------- |
| Перемога  | 1979 | Відкритий чемпіонат Австралії з тенісу | Трава    | Джуді Коннор | Лінн Гаррісон Марселла Мескер | 6–1, 3–6, 6–0 |